# Turczynowe
Turczynowe (ukr. Турчино) – uroczysko położone ok. 3 km na północ od wsi Baranie Pole (Бране Поле) w rejonie białocerkiewskim obwodu kijowskiego na Ukrainie, na gruntach tej wsi.

## Pałac
- pałac wybudowany w 1896 r. na skraju lasu, przez hr. Ksawerego Branickiego, pod kierunkiem architekta Markoniego. Dwukondygnacyjny obiekt wzniesiony na wysokich mieszkalnych sutenerach, na planie prostokąta kryty dachem czterospadowym nad główną częścią. Od frontu portyk z wejściem, nad nim okno zakończone półkoliście oświetlającej hol. Portyk zwieńczony tympanonem, od ogrodu w wysuniętym półkolu z sześciu kolumn oszklony ogród zimowy otoczony tarasem[3].